# Campeonato Catarinense de Futebol de 2004 - Série A2
A Série A2 foi disputada pelos clubes catarinenses da Série A1 que não estão na Série A, nem na Série B do Campeonato Brasileiro mais os melhores colocados da Série B1 do ano anterior, totalizando 12 times. 

## Fórmula de Disputa
Os 12 participantes foram distribuídos em grupo único, onde jogaram em 2 turnos todos contra todos. O turno conteve as partidas de ida e o returno as de volta, sendo que, ao começar o returno, os pontos foram zerados. O vencedor de cada turno (os que somaram mais pontos) foi classificado para a fase final. Nesta fase os dois clubes jogaram partidas de ida e volta e aquele que apresentou mais pontos na fase final, independente do saldo de gols, foi declarado Campeão Catarinense da Série A2 de 2004. Se houvesse empate de pontos, o segundo jogo teria uma prorrogação de 30 minutos com o placar zerado. Caso o campeão do turno fosse o mesmo do returno, não haveria a fase final e este seria declarado campeão. Os dois últimos colocados foram rebaixados para a Série B1 de 2005 e os 8 primeiros foram classificados para a Série A1 de 2005.
Nas fases eliminatórias, vence o clube que somar mais pontos, independente do saldo de gols, caso haja empate, zera-se o placar e realiza-se uma prorrogação de 30 minutos, caso o empate persista, será feito uma disputa por penaltis

## Turno
| 1 | Lages               | 27 | 11 | 8 | 3 | 0  | 23 | 8  | +15 |
| 2 | Atlético de Ibirama | 22 | 11 | 7 | 1 | 3  | 24 | 12 | +12 |
| 3 | Chapecoense         | 20 | 11 | 6 | 2 | 3  | 14 | 12 | +2  |
| 4 | Marcílio Dias       | 20 | 11 | 5 | 5 | 1  | 17 | 9  | +8  |
| 5 | Guarani             | 19 | 11 | 6 | 1 | 4  | 17 | 13 | +4  |
| 6 | Tubarão             | 18 | 11 | 5 | 3 | 3  | 23 | 16 | +7  |
| 7 | União de Timbó      | 15 | 11 | 4 | 3 | 4  | 11 | 12 | -1  |
| 8 | Metropolitano       | 13 | 11 | 3 | 4 | 4  | 15 | 17 | -2  |
| 9 | Caxias              | 10 | 11 | 3 | 1 | 7  | 19 | 23 | -4  |
| 10 | São Bento           | 9  | 11 | 2 | 3 | 6  | 12 | 23 | -11 |
| 11 | Tiradentes          | 8  | 11 | 2 | 2 | 7  | 12 | 19 | -7  |
| 12 | Camponovense        | 3  | 11 | 1 | 0 | 10 | 11 | 34 | -23 |
| PG - pontos ganhos; J - jogos; V - vitórias; E - empates; D - derrotas; GP - gols pró; GC - gols contra; SG - saldo de gols |                     |    |    |   |   |    |    |    |     |

## Returno
| 1 | Atlético de Ibirama | 23 | 11 | 7 | 2 | 2 | 19 | 9  | +10 |
| 2 | Lages               | 23 | 11 | 7 | 2 | 2 | 21 | 13 | +9  |
| 3 | Chapecoense         | 20 | 11 | 6 | 2 | 3 | 20 | 10 | +10 |
| 4 | União de Timbó      | 18 | 11 | 5 | 3 | 3 | 15 | 11 | +4  |
| 5 | Marcílio Dias       | 17 | 11 | 5 | 2 | 4 | 12 | 13 | -1  |
| 6 | São Bento           | 17 | 11 | 5 | 2 | 4 | 16 | 18 | -2  |
| 7 | Metropolitano       | 15 | 11 | 4 | 3 | 4 | 17 | 14 | +3  |
| 8 | Guarani             | 15 | 11 | 4 | 3 | 4 | 17 | 20 | -3  |
| 9 | Tiradentes*         | 12 | 11 | 4 | 0 | 7 | 6  | 13 | -7  |
| 10 | Tubarão             | 12 | 11 | 3 | 3 | 5 | 10 | 14 | -4  |
| 11 | Caxias              | 11 | 11 | 3 | 2 | 6 | 10 | 15 | -5  |
| 12 | Camponovense*       | 2  | 11 | 0 | 2 | 9 | 6  | 19 | -13 |
| PG - pontos ganhos; J - jogos; V - vitórias; E - empates; D - derrotas; GP - gols pró; GC - gols contra; SG - saldo de gols |                     |    |    |   |   |   |    |    |     |

*O Camponovense foi suspenso de todas as partidas do returno a partir da quinta rodada,  estabelecendo como vencedores por 1-0 os adversários dos jogos que ele disputaria no complemento do returno. Ocorreu o mesmo com o Tirandentes, mas a partir da 10ª rodada. Esses clubes não pagaram a taxa de arbitragem à FCF, por isso sofreram a punição.

## Final
| Campeão | Vice-Campeão        | Jogo 1 | Jogo 2 | Prorrogação |
| ------- | ------------------- | ------ | ------ | ----------- |
| Lages*  | Atlético de Ibirama | 2-1    | 0-1    | 1-0         |

*O Atlético de Ibirama teve a primeira partida jogada em casa. 

## Classificação Final
| 1  | Lages               |
| 2  | Atlético de Ibirama |
| 3  | Chapecoense         |
| 4  | Marcílio Dias       |
| 5  | Guarani             |
| 6  | União de Timbó      |
| 7  | Tubarão             |
| 8  | Metropolitano       |
| 9  | São Bento           |
| 10 | Caxias              |
| 11 | Tiradentes          |
| 12 | Camponovense        |

|  |                                  |
|  | Classificados à Série A1 de 2005 |
|  | Rebaixados à Série B1 de 2005    |